# Protogrammus antipodus
Protogrammus antipodus là một loài cá biển thuộc chi Protogrammus trong họ Cá đàn lia. Loài này được mô tả lần đầu tiên vào năm 2006.

## Danh pháp khoa học
Từ antipodus trong danh pháp khoa học của P. antipodus bắt nguồn từ "antipodes", có nghĩa là "đối lập", vì nó có phạm vi phân bố rất xa so với loài chị em của nó, Protogrammus sousai ở Trung Đại Tây Dương.

## Phân bố và môi trường sống
P. antipodus có phạm vi phân bố ở Tây Nam Thái Bình Dương. Loài này chỉ được biết đến tại phía tây đảo Lifou thuộc quần đảo Loyauté, New Caledonia. P. antipodus sống trên đáy cát, nơi có nhiều vụn san hô và đá dăm được tìm thấy ở độ sâu từ 70 đến 220 m.

## Mô tả
Chiều dài tối đa được ghi nhận ở cá trưởng thành là khoảng 3 cm. P. antipodus là loài dị hình giới tính. Màu sắc của 2 mẫu tiêu bản (đực và mái) được bảo quản trong rượu: Đầu và thân có màu trắng kem. Mắt có màu xám đậm. Hai bên cơ thể của cá đực có 3 đốm đen dọc theo đường bên; đốm của cá mái nhỏ hơn. Dọc lưng có 5 đốm đen. Bụng và phần thân dưới màu trắng. Vây lưng đầu tiên có màu đen ở con đực, trắng ở con mái, với 3 dải màu sẫm. Vây lưng thứ hai trong suốt; màng vây sau màu đen ở cá đực. Vây hậu môn có một vệt đen trên màng. Vây đuôi trắng; cá đực có đốm đen ở gốc vây. Vây ngực trong suốt. Vây bụng trắng nhạt, hơi đen ở tia thứ 4 và thứ 5. Cá đực có vây lưng thứ nhất vươn cao hơn cá mái, và hình dáng khác nhau ở cả hai vây lưng.
Số gai ở vây lưng: 4; Số tia vây mềm ở vây lưng: 8 - 9; Số gai ở vây hậu môn: 0; Số tia vây mềm ở vây hậu môn: 8; Số tia vây mềm ở vây ngực: 18 - 20; Số gai ở vây bụng: 1; Số tia vây mềm ở vây bụng: 5.